# Tenderete

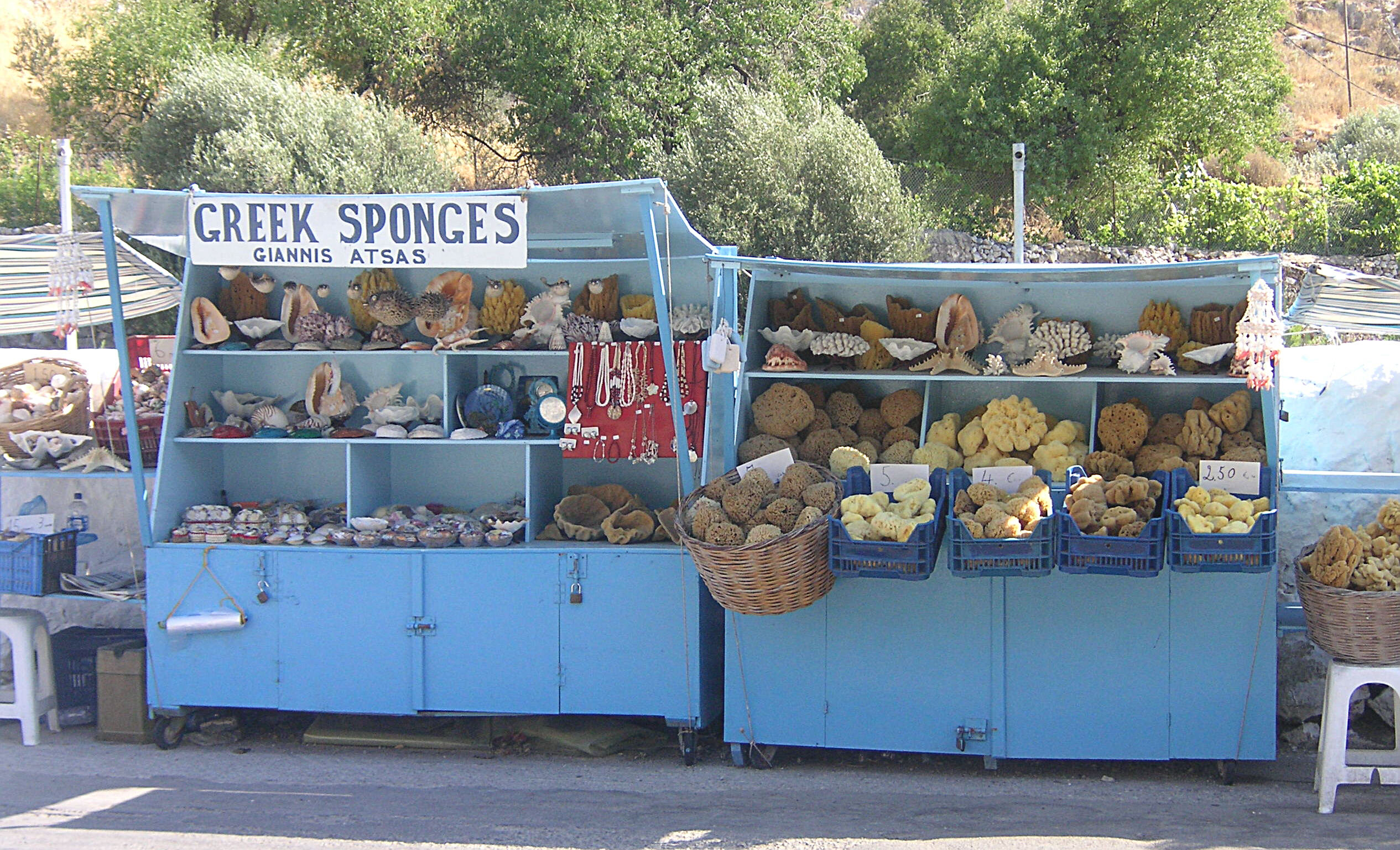
Esponjas marinas a la venta en un tenderete cerca de la bahía de Akti, en la isla de Kálimnos (Grecia).

Un tenderete es típicamente un puesto inmóvil y temporal montado por vendedores al por menor para exhibir y proteger su mercancía en un mercado callejero u otro lugar. Los tenderetes se montan y desmontan fácilmente, de forma que sólo permanecen abiertos cuando están atendidos. El mismo tipo de puesto se usa también en ferias y convenciones.
Algunos mercados comerciales, incluyendo plazas o mercadillos, pueden levantar (o permitir que los vendedores levanten) tenderetes más permanentes. Hay muchos tipos de tenderetes, desde carros diseñados para ser tirados o empujados a mano o pedales hasta estructuras parecidas a tiendas de campaña, una caravanas u otros vehículos de motor convertidos en puestos.
En las Islas Canarias, España, se denomina tenderete a una situación de diversión bulliciosa en que se come, se bebe, se charla o se canta.